# Pinus albicaulis
Pinus albicaulis, el pino de corteza blanca, es una especie arbórea de la familia de las Pináceas. Aparece en las montañas del oeste de los Estados Unidos y Canadá, específicamente las zonas subalpinas de Sierra Nevada, la Cordillera de las Cascadas, las Cadena costera del Pacífico y las Montañas Rocosas septentrionales (incluyendo el Ecosistema del Gran Yellowstone). El pino de corteza blanca es típicamente el pino de mayor elevación de estas montañas, marcando la línea de árboles. Así, a menudo se encuentra como krummholz, los árboles empequeñecidos por la exposición y creciendo cerca del suelo. En condiciones más favorables, los árboles pueden crecer hasta los 20 m de altitud, aunque algunos pueden alcanzar hasta 27 m.

## Características

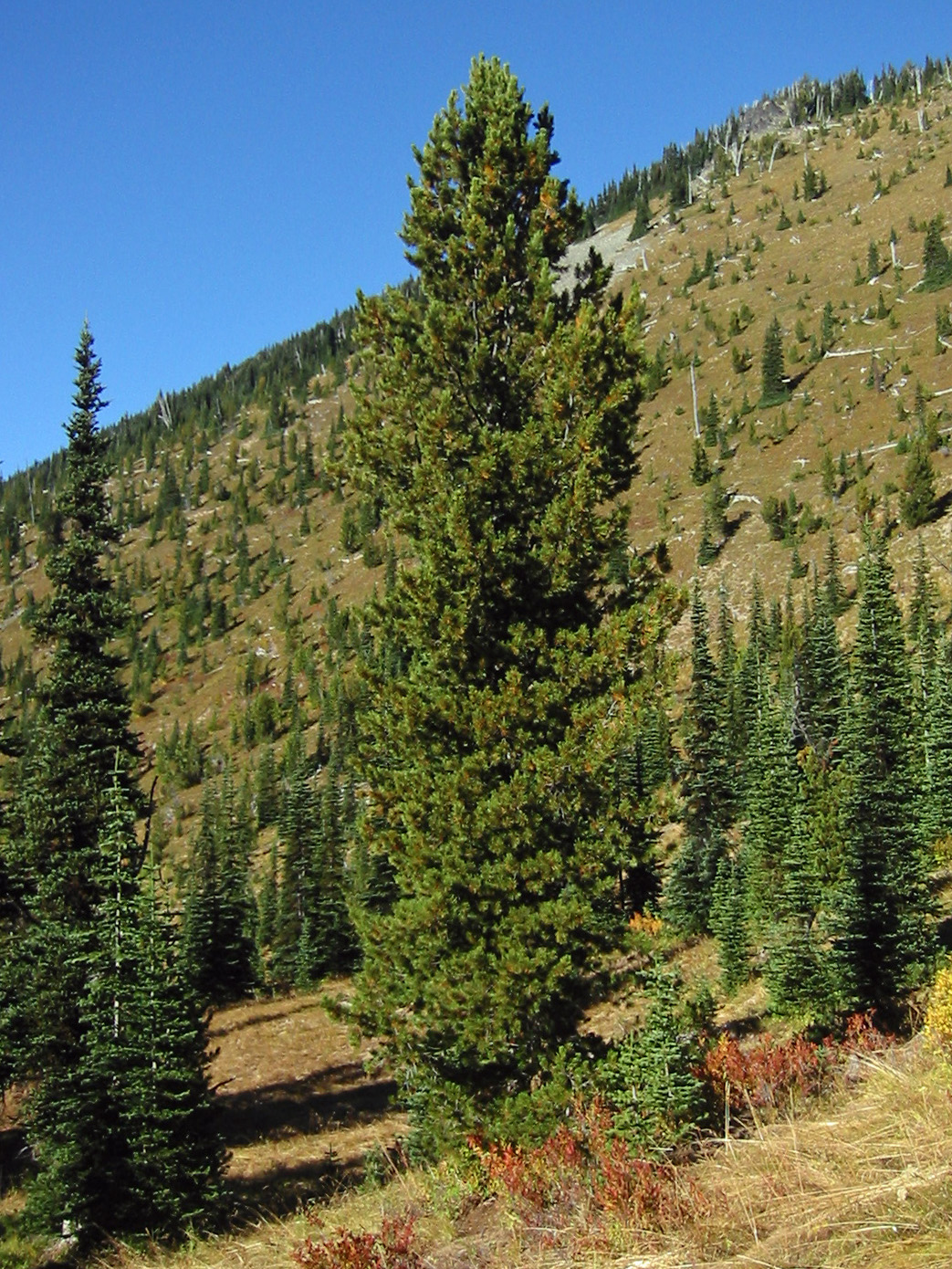
Pino de corteza blanca en el Parque nacional del Monte Rainier.

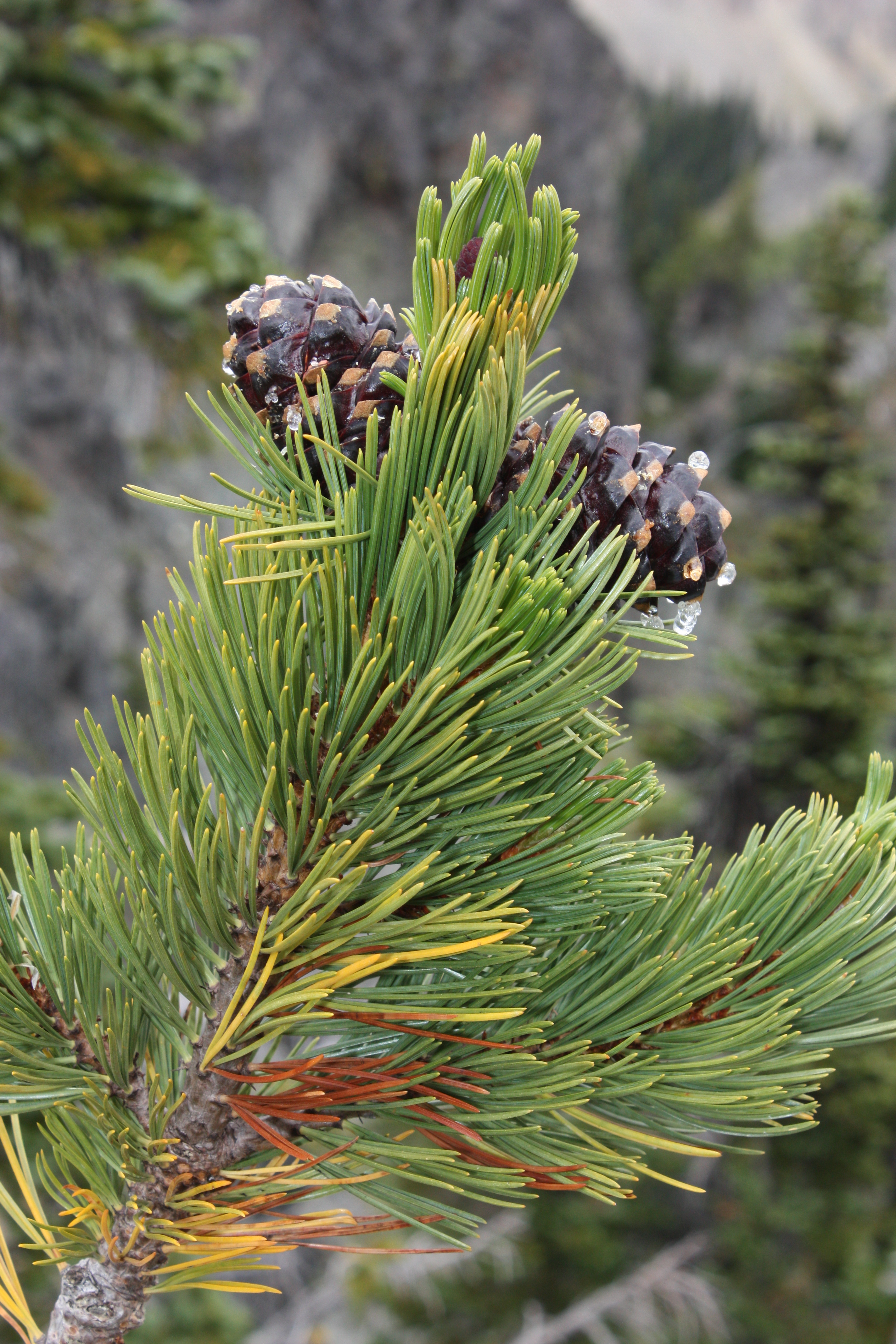
Las hojas se encuentran en fascículos (racimos) de cinco, y el cono es púrpura oscuro cuando está inmaduro (Parque nacional del Monte Rainier).

El pino de corteza blanca es un miembro del grupo de pinos blancos, Pinus subgénero Strobus, sección Strobus y como todos los miembros de ese grupo, las hojas ("acículas") están en fascículos (haces) de cinco, con una vaina caduca. Esto distingue al pino de corteza blanca del Pinus contorta, con dos acículas por cada fascículo, y el pino ponderosa y el pino de Jeffrey, pues ambos tienen tres por fascículos; estas tres tienen también una vaina persistente en la base de cada fascículo.
Distinguir el pino de corteza blanca de su pariente el pino huyoco, también un pino blanco, es mucho más difícil, y requiere analizr las semillas o los conos de polen. En el pino de corteza blanca, los conos tienen 4-7 cm de largo, púrpura oscuro cuando están inmaduros, y no se abren al secarse, pero las escamas se rompen fácilmente cuando las retira el cascanueces americano (véase más abajo) para recoger las semillas. En el pino huyoco, los conos tienen 6-12 cm de largo, verdes cuando son inmaduros y abiertos para liberar las semillas; las escamas no son frágiles. Los pinos de corteza blanca casi raramente tienen viejos conos intactos que quedan por debajo de ellos, mientras que el pino huyoco usualmente sí que lo tiene. Los conos de polen del pino de corteza blanca son escarlatas, y amarillos en el pino huyoco.
El pino de corteza blanca también puede distinguirse con dificultad del pino blanco occidental en la ausencia de conos. Sin embargo, las acículas del pino de corteza blanca están enteras (suaves cuando se frotan suavemente en cada dirección), mientras que las acículas del pino de corteza blanca están finamente serradas (aparecen rugosas cuando se frotan suavemente desde la punta a la base). Las acículas del pino de corteza blanca son también usualmente más cortas, 4-7 cm de largo, mientras que las del pino blanco occidental son de 5-10 cm (nótese que se superponen).
El pino de corteza blanca es una importante fuente de alimento para muchas aves granívoras y pequeños mamíferos, incluyendo principalmente el cascanueces norteamericano, el mayor dispersados de semillas del pino.

## Taxonomía
Pinus albicaulis fue descrita por George Engelmann  y publicado en Transactions of the Academy of Science of St. Louis 2: 209. 1863.
Etimología
Pinus: nombre genérico dado en latín al pino.
albicaulis: epíteto latino que significa "con el tallo de color blanco".
Sinonimia
- Apinus albicaulis (Engelm.) Rydb.
- Pinus cembroides Newb.
- Pinus flexilis var. albicaulis (Engelm.) Engelm.
- Pinus flexilis subsp. albicaulis (Engelm.) Engelm.
- Pinus shasta Carrière[5][6]